# NSU Typ 110
NSU Typ 110 (NSU 1200) — легковий автомобіль з кузовом 2-дверний седан, що випускався NSU Motorenwerke AG з 1965 по 1972 рік.

## Історія
Він був вперше представлений на Франкфуртському автосалоні 1965 року і ґрунтувався на вузлах NSU Prinz 1000, але зі збільшеною колісною базою і звисом, що дозволило збільшити простір для пасажирів і багажу. Маючи довжину близько чотирьох метрів, автомобіль став відноситися до нижчого класу середніх автомобілів-седанів, згідно з прийнятою в той час у ФРН класифікації.
Спереду знаходилися великі прямокутні фари, на задніх крилах - хромовані решітки. Спідометр - від Opel Rekord B, введеного в виробництво кількома місяцями раніше. Typ 110 мав оброблену «під дерево» приладову панель, а нова система вентиляції та обігріву ще більше нагадувала про середній клас автомобіля. За додаткову плату встановлювалися передні сидіння з похилими спинками.
Typ 110, також, як і його спортивна модифікація - NSU 1000 TTS - мав розташований в задній частині автомобіля 4-циліндровий двигун з повітряним охолодженням. Спочатку двигун мав обсяг 1085 см³ і потужність 53 к.с. (39 кВт) і встановлювався також на спортивному NSU Prinz 1000 TT, хоча на останньому заявлялася дещо більша потужність - 54 к.с. (40 кВт). На початку 1967 року в модельний ряд введений NSU Typ 110SC з мотором 1177 см³ потужністю 60 к.с. (44 кВт).

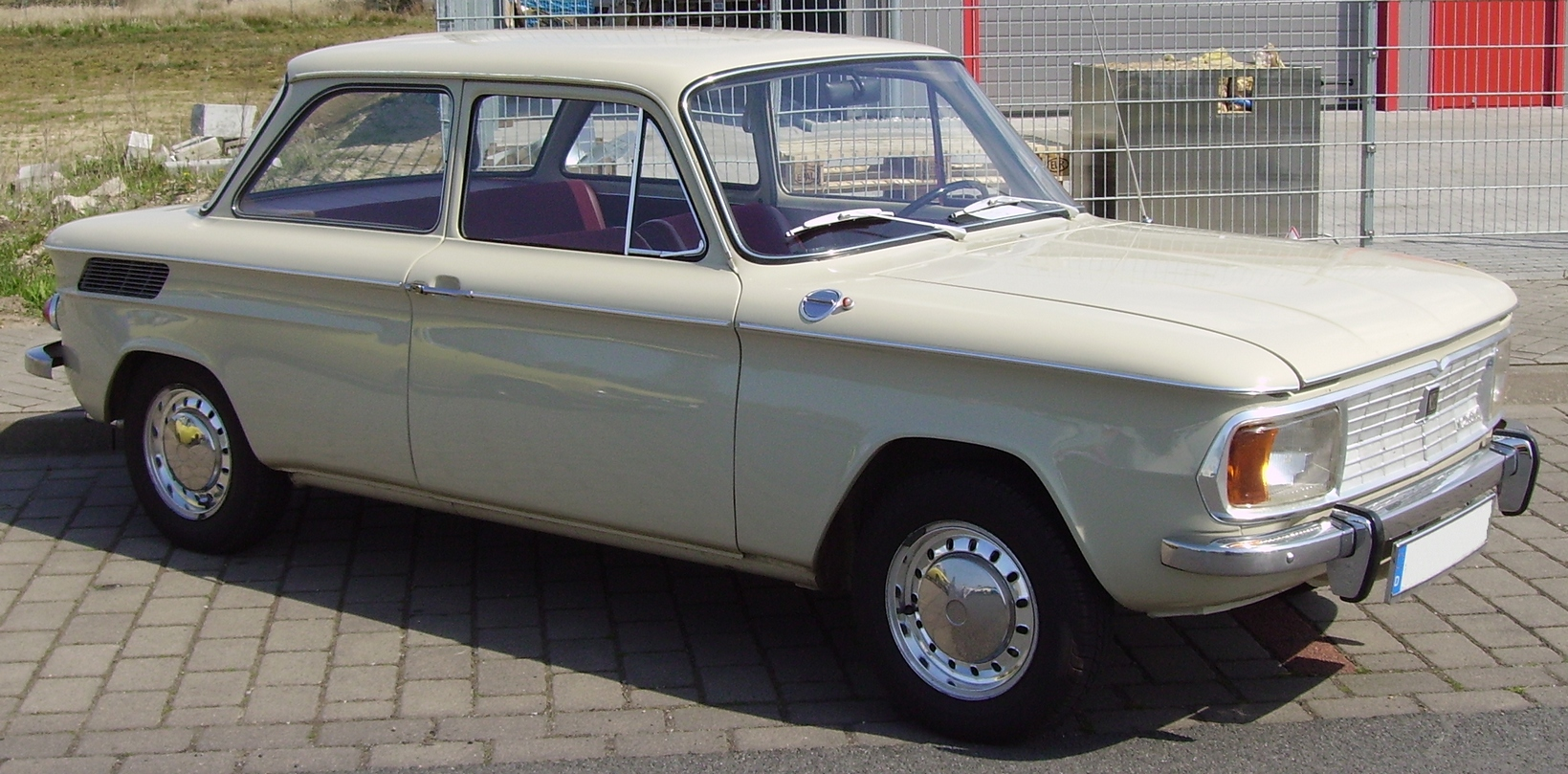
NSU 1200

Пізніше, в 1967 році NSU спрощує свій модельний ряд. Typ 110 перейменований в NSU 1200, а потужність двигуна зменшується до 54 к.с. (40 кВт). Під цим індексом він випускається в ФРН до грудня 1972 року.
У січні 1966 року британський журнал Autocar провів своє випробування Typ 110 з мотором 1085 см³. У липні 1967 року у Великій Британії стали експортуватися правокермові Typ 110SC з двигуном 1177 см³. Autocar порівняв ці дві машини. Максимальна швидкість збільшилася з 140 до 150 км/год. Час розгону до 80 км/год зменшився з 12,3 до 10 секунд. Споживання палива зменшилося на 10%, склавши 9,5 л/ 100 км проти 10,5 л/ 100 км. Згідно з іншими джерелами, Typ 110 SC мав ще кращі характеристики; він цілком міг вважатися одним з найбільш економічних і компактних автомобілів ФРН в той час. Передні колеса мали дискові гальма. Недоліком NSU була низька стійкість при поперечному вітрі, проте машина добре оцінювалася в міських умовах і при русі по гірських дорогах, де розташування двигуна ззаду (особливо в зимових умовах) давало перевагу.
У 1967 році через високі мита у Великій Британії, вартість Typ 110 SC становила в середньому 799 фунтів, у той час як більш короткий (на 10 см) Triumph Herald 12/50 продавався за 678 фунтів.
Typ 110 володів високою ремонтопридатністю, легкою заміною ключових комплектуючих; стверджувалося, що можливо замінити зчеплення цілком за 30 хвилин. Оцинковане покриття днища забезпечувало захист від корозії. Інтервали обслуговування становили кожні 7500 км, в той час як у конкурентів - 5000 км. У майбутньому, коли NSU увійде до складу Volkswagen Group, останній докладе зусиль в збільшенні ремонтного інтервалу до 15000 км для своїх нових передньопривідних машин.
З 1965 по 1967 рік було побудовано близько 74,000 NSU Typ 110/ 110SC. Після перейменування в NSU 1200, в 1967-1972 роках випущено приблизно 256,000 автомобілів.